# Carlo Dinelli
Carlo Dinelli (Capannori, 19 luglio 1956) è un ex arbitro di calcio italiano.

## Carriera
Per la Sezione arbitrale di Lucca, nella stagione 1984 viene promosso alla C.A.I., che è la Commissione Arbitrale Interregionale dove inizia il percorso arbitrale nei semiprofessionisti.
Nel 1988 passa alla C.A.N. la Commissione Arbitri Nazionale. Per tre stagioni dirige nei campionati di Serie C1 e C2, poi il salto in Serie B con l'esordio l'8 settembre 1991, dove arbitra Ancona-Piacenza (2-1). L'esordio nella massima serie arriva a Torino, nell'ultima giornata di campionato, il 24 maggio 1992, nella partita Torino-Ascoli (5-2). In cinque stagioni, interrotte da un infortunio che gli ha impedito di continuare la carriera arbitrale, Carlo Dinelli ha diretto otto incontri di Serie A, cinquantotto partite di Serie B e otto gare di Coppa Italia.